# The Beach Boys in Concert
The Beach Boys in Concert è il terzo album live del gruppo musicale statunitense The Beach Boys, pubblicato negli Stati Uniti nel 1973.
Il disco raggiunse la posizione numero 25 negli Stati Uniti, restando in classifica per 24 settimane.
Sia Blondie Chaplin che Ricky Fataar uscirono dalla band poco tempo dopo la pubblicazione dell'album.

## Tracce
- Tutti i brani sono opera di Brian Wilson & Mike Love, eccetto dove indicato.

1. Sail On, Sailor (Brian Wilson, Tandyn Almer, Ray Kennedy, Jack Rieley, Van Dyke Parks) – 3:21
2. Sloop John B (Trad., Arr. Brian Wilson) – 3:12
3. The Trader (Carl Wilson, Rieley) – 4:46
4. You Still Believe in Me (Brian Wilson, Tony Asher) – 2:58
5. California Girls – 2:57
6. Darlin' – 2:21
7. Marcella (Brian Wilson, Almer, Rieley) – 3:55
8. Caroline, No (Brian Wilson, Asher) – 3:04
9. Leaving This Town (Carl Wilson, Ricky Fataar, Blondie Chaplin, Love) – 6:59
10. Heroes and Villains (Brian Wilson, Parks) – 3:51
11. Funky Pretty (Brian Wilson, Rieley, Love) – 4:04
12. Let the Wind Blow – 4:22
13. Help Me, Rhonda – 4:59
14. Surfer Girl (Brian Wilson) – 2:35
15. Wouldn't It Be Nice (Brian Wilson, Asher, Love) – 2:45
16. We Got Love (Fataar, Chaplin, Love) – 5:25
17. Don't Worry Baby (Brian Wilson, Roger Christian) – 3:11
18. Surfin' USA (Chuck Berry, Brian Wilson) – 2:49
19. Good Vibrations – 4:49
20. Fun, Fun, Fun – 3:16

## Formazione
The Beach Boys
- Carl Wilson – voce, chitarra, pianoforte elettrico
- Dennis Wilson – voce, pianoforte elettrico, sintetizzatore Moog
- Mike Love – voce, tamburello, electro-Theremin
- Al Jardine – voce, chitarra ritmica
- Blondie Chaplin – chitarra, basso, voce
- Ricky Fataar – batteria, chitarra ritmica, pedal steel guitar, flauto, voce

Musicisti aggiuntivi
- Ed Carter – basso, chitarra solista
- Billy Hinsche – pianoforte, pianoforte elettrico, chitarra
- Robert Kenyatta – percussioni
- Mike Kowalski – batteria, percussioni
- Carli Muñoz – organo, pianoforte elettrico

## Versione inedita
La prima versione di The Beach Boys In Concert era stata concepita per essere un disco singolo, e non un doppio vinile come quello pubblicato. La scaletta dei brani era la seguente:
Lato 1
1. Wouldn't It Be Nice
2. Leaving This Town
3. Heroes and Villains
4. Marcella
5. You Need a Mess of Help To Stand Alone

Lato 2
1. Let the Wind Blow
2. Do It Again
3. Wild Honey
4. Fun Fun Fun
5. Jumpin' Jack Flash

- La versione di Heroes and Villains presente in quest'album venne successivamente inclusa nel CD della colonna sonora di Endless Harmony.